# Ligament scapho-triquétral palmaire
Le ligament scapho-triquetral palmaire est un ligament des articulations du carpe (poignet).
Il relie le scaphoïde au triquétrum en passant au-dessus du lunatum sans s'y insérer.
Il participe indirectement à la stabilité scapho-lunaire.